# Claudiana
Claudiana, Clodiana ou Castro de Cláudio (em latim: Castra Claudiana) foi uma antiga cidade romana da Ilíria, situada sobre a Via Egnácia, no ponto onde dividia-se em dois ramos, um para Dirráquio, outro para Apolônia. Provavelmente seu nome deriva de Ápio Claudio, que acampou próximo ao rio Genuso (atual Shkumbin) em 168 a.C.. Localiza-se no sítio da atual cidade albanesa de Pequini.